# Hipodamov načrt
Hipodamov načrt ali mrežni tloris je načrt mesta, v katerem so ulice razvrščene pravokotno oziroma se vse ulice sekajo izključno pod pravim kotom. Ime je tloris dobil po grškem arhitektu in urbanistu Hipodamu iz Mileta, ki je bil leta 479 pr. n. št. odgovoren za organizacijo obnove mesta Milet . Prve pravokotne urbanistične  načrte so poznali že veliko prej, lahko jih najdemo v Egiptu, Asiriji, Perziji, Indiji in na Kitajskem.

## Antični mrežni tlorisi
Mrežni tlorisi datirajo iz antičnega obdobja in izhajajo iz različnih civilizacij. Ideje za tak način urejanja so gotovo zgradbe pravokotnih oblik, katerih sestavljanje je privedlo do mrežnega tlorisa.

## Indija
Okoli 2600 pr. n. št. sta bili zgodovinski mesti Mohendžo-daro in Harapa v dolini reke Ind projektirani kot sestav mestnih četrti, razdeljenih na ravne ulice, ki se sekajo pod pravim kotom, in se raztezajo v smeri sever–jug in vzhod–zahod. Vsaka mestna četrt je bila razdeljena z manjšimi ravnimi ulicami.

## Egipt
Delavska naselja v egiptovskem mestu Giza so bila sestavljena iz blokov dolgih galerij, ki so jih razdvajale ulice, položene v mrežnem tlorisu. Mnoga taka naselja v dobi piramid so bila prav tako zgrajena na tak način; os sever–jug se je raztezala od kraljeve palače in sekala os vzhod–zahod, ki je potekala od templja, na njunem presečišču pa je bil osrednji trg, ki je bil simbol zveze med faraonom in bogom. 

## Babilonija
Babilonski kralj Hamurabi, ki je vladal v 17. stoletju pr. n. št., je rekonstruiral urbanistični načrt mesta Babilon, ki je postal največje mesto na svetu. Sledeč gabaritom templjev, mestnih obzidij, javnih zgradb in kanalov za namakanje, so bile ulice mesta strogo pravokotne in široke ter so se sekale pod pravim kotom. Ulice so bile tlakovane z opeko in premazane z bitumnom.

## Kitajska
Tradicija gradnje urbanističnih mrežnih načrtov se je uporabljana na Kitajskem od 15. stoletja pr. n. št. dalje. Smernice so bile v pisni obliki postavljene v antičnem kitajskem znanstvenem delu Kaogongji, v katerem piše, kako bi "moralo glavno mesto imeti pravokotno obliko". Prav tako priporoča gradnjo treh vrat na vsaki strani mesta, ki naj bi jih povezovalo devet glavnih ulic, ki se sekajo pod pravim kotom. Kraljev dvor je moral biti na jugu, tržnica na severu, kraljevski tempelj na vzhodu, templji vseh bogov na zahodu. Zanimivo je, da taka organizacija spominja na kasneje zgrajeno Dioklecijanovo palačo na drugem koncu sveta.

## Perzija
Sredi 6. stoletja pr. n. št. v ahemenidskem cesarstvu raste nekaj novih in vnaprej načrtovanih mest, kot sta Pasargad in Perzepolis, ki sta načrtovani kot mrežni tloris pravokotnih ulic. Večina perzijskih zgradb ima kvadratni tloris, kar vključuje apadane in kraljeve palače Kira Velikega, Dareja Velikega ter Kserksa I. Perzijski vrtovi so prav tako sledili takemu urbanističnemu načrtu; značilnost perzijskih vrtov je pravokotna oblika, simetrično razdeljena s pravokotnimi glavnimi potmi na štiri dele, te oblikujejo križ v notranjosti parka in tu je v bazenih in kanalih voda.

## Grčija
Prvo grško mesto, načrtovano v mrežnem tlorisu, je najverjetneje Milet, ki je bil obnovljen na tak način po letu 479. pr. n. št., načrtovanje mesta pa pripisujejo Hipodamu iz Mileta. Po tem urbanistu so Grki imenovali mrežni načrt, ki se je v zahodni kulturi obdržal do danes. Vrhunec mrežnega načrta grških polisov je udejanjen v mestu Priena, ki leži na izrazito neravnem terenu, katerega center je bila tipična grška akropola.

## Rim
Mrežni načrt se je pogosto uporabljal tudi v rimskem urbanizmu, ki izvirno temelji na organizaciji rimskih vojaških taborov, znanih pod imenom kastrum. Taka rimska mesta so v današnjem Timgadu v Alžiru in Dioklecijanova palača v Splitu. Za rimski mrežni načrt je značilen dovršen pravokotni razpored ulic, ki se križajo izključno pod pravim kotom, medtem ko dve glavni in najširši ulici cardo in decumanus delita mesto na približno štiri enake dele.

## Azteki
Teotihuacan, starodavno mesto v bližini današnjega mesta Ciudad de México, je največje mesto, zgrajeno po mrežnem načrtu na ameriški celini. Glavna os mesta je Cesta mrtvih, ki teče od mestne trdnjave do piramide Meseca, pravokotno na to prostrano ulico pa so usmerjene vse vzporedne ulice in zgradbe ob kolosalni piramidi Sonca. Okoli leta 1500 se je celoten kompleks raztezal na okoli 20 km².

## Sodobni mrežni načrti
Pravilni mrežni rastri so značilni za idealna renesančna mesta oziroma za mnoga na novo načrtovana mesta, kot je pogosto v Združenih državah Amerike. Največja ameriška mesta, kot so New York (posebej Manhattan), San Francisco ali Chicago, so bila zgrajena po strogo pravokotnem rastru, ulice se sekajo pod pravim kotom, mesto pa je razdeljeno na vrsto pravokotnih ali kvadratnih blokov.
- Zagrebški Donji grad z očitnim mrežastim rastrom
- Načrt mesta Chicaga iz leta 1857
- Mesto New York z značilnim mrežnim rastrom
- Barcelona

## Prednosti in pomanjkljivost

### Cena
Mrežni raster ulic na splošno ocenjujejo za cenejši od preostalih urbanističnih rešitev, zato ker nekateri prebivalci uporabljajo manj ulic. Pravilen razpored parcel zmanjša število mogočih lastniškopravnih sporov. John Randall je trdil, da je mrežni načrt Manhattna v New Yorku "izboljšal nakup, prodajo in razvoj nepremičnin".

### Pešcone
Ker je pri mrežnem načrtu promet enakomerno razbremenjen, je omogočeno lažje povezovanje pešpoti s preostalimi deli mesta. Značilne ovire, kot so slepe ulice ali bolj uporabljana križišča, so redke ali jih sploh ni.

### Varnost
Nedavne študije so pokazale, da je več prometnih nesreč v primestnih naseljih kot v središču mest, kjer so pogosta križišča ali manjši mestni bloki . Razlog je lahko velika oddaljenost do bolnišnic v predmestjih, pa tudi večje hitrosti, ki jih dosegajo avtomobili v teh predelih mesta.

### Rekonstrukcija in razvoj
Med večjimi težavami pri razvoju mrežnih mestnih rastrov je pomanjkanje možnosti specializacije, glede na to da je večina pomembnih javnih zgradb nameščena vzdolž glavnih mestnih žil. Mrežni načrti so pogosto v linearnih naseljih; ob glavni ulici  gradijo pravokotne vzporedne ceste, ki omogočajo najkrajši dostop do glavne ulice in pri tem ustvarjajo pravilen mrežni sestav. To se najpogosteje uporablja na ameriških celinah.

### Označevanje ulic
Mrežni raster ulic je enostaven za označevanje ulic s številkami, kar pa ob umestitvi nove ulice v obstoječi mrežni sistem povzroči problem, saj mora ulica dobiti posebno oznako.

## Alternativni načrti
Glavna alternativa mrežnemu načrtu je centralni načrt, ko se ceste žarkasto vijejo iz določenega središča, ki je v Evropi največkrat stari del mesta. Drugi sistem je kombiniran in vključuje značilnosti mrežnega in centralnega načrta in je značilen za mesta, ki so bila na začetku grajena žarkasto, s širjenjem pa privzela mrežasto obliko.